# Musitu
Musitu en espagnol ou Muxitu en basque fait partie d'un regroupement de 6 hameaux dans la vallée de Laminoria, faisant partie de la municipalité d'Arraia-Maeztu dans la province d'Alava dans la Communauté autonome basque.
Le village est regroupé avec d'autres hameaux tels que Aletxa, Arenaza, Leorza, Ibisate, Cicujano dans la vallée de Laminoria. Il comptait en 2007, 13 habitants.